# Pseudocrossidium crinitum
Pseudocrossidium crinitum là một loài Rêu trong họ Pottiaceae. Loài này được (Schultz) R.H. Zander miêu tả khoa học đầu tiên năm 1993.